# Mohamed Aly Cherif
 (janvier 2024).
Il peut être nécessaire de l'améliorer pour respecter le principe de neutralité de point de vue. Veuillez consulter la page de discussion pour plus de détails.

 (janvier 2024).
Si vous disposez d'ouvrages ou d'articles de référence ou si vous connaissez des sites web de qualité traitant du thème abordé ici, merci de compléter l'article en donnant les références utiles à sa vérifiabilité et en les liant à la section « Notes et références ».
Mohamed Aly Cherif, né en 1943, est un haut fonctionnaire et homme politique mauritanien.

## Cursus scolaire et universitaire
Après la formation traditionnelle, il entre en 1952 à l’école française, obtient son baccalauréat en 1961 au bout d’un cursus secondaire qui l’a conduit au lycée moderne de Conakry et au lycée Van Vollenhoven de Dakar. Il poursuit ses études supérieures aux États-Unis où il obtient l'English Proficiency Certificate, équivalent au niveau C2 du CECRL, de l’université du Vermont. Il s’inscrit ensuite à l' université de Boston où il obtient le Bachelor of Arts en sociologie et économie en 1964.
Il se rend alors à Paris, s’inscrit à l'université de La Sorbonne, y suit et achève en 1966, les cours de doctorat de 3e cycle en sociologie, cumulativement avec les cours du Collège de France et de École pratique des hautes études dont il est diplômé.

## Carrière administrative, politique et diplomatique
En 1966, il rentre en Mauritanie, enseigne en 1967 au lycée national de Nouakchott et à l’École nationale d'administration. En 1968, il est nommé secrétaire général aux Affaires culturelles.
Nommé en septembre 1969, secrétaire général de la Présidence de la République il a pour mission la tâche constante de 1970 à 1978, d’assister le Président de la République Moktar Ould Daddah dans la coordination de l’activité gouvernementale à l’intérieur et le déroulement de l’activité diplomatique aux plans africain, arabe et international.
Le père de la nation Moktar Ould Daddah lui rend un hommage dans ses mémoires parus chez Karthala, La Mauritanie contre vents et marées. Il y écrit : 
« Secrétaire général de la Présidence de la République, de 1969 à 1978, Mohamed Aly Cherif fut réellement "The right man in the right place". En effet, en lui j’ai trouvé le collaborateur immédiat idéal. Intelligent, compétent, consciencieux, travailleur, discret, modeste jusqu’à l’humilité, totalement détribalisé et dérégionalisé, il s’est parfaitement acquitté de sa fonction, à la fois lourde et délicate. À mes côtés, chargé de superviser l’essentiel des activités de la Présidence, il n’a jamais essayé de jouer les Premiers ministres. Bien au contraire, se cantonnant volontairement dans les domaines administratifs et techniques, il entretenait les meilleurs rapports avec les ministres, les députés, les ambassadeurs, les gouverneurs, les hauts fonctionnaires des services centraux. À ma connaissance, il était le seul haut responsable à se désintéresser du paraitre, des titres et des honneurs. La preuve ? À plusieurs reprises, j’ai voulu le nommer ministre ou, du moins, lui donner le titre de ministre secrétaire général de la Présidence, comme cela existait dans des nombreux pays africains et arabe. À chaque fois, il a insisté pour m'en dissuader. « Ce qui compte pour moi me disait-il, c’est de servir mon pays de mon mieux ». Je garde de sa collaboration efficace, loyale, et discrète, le meilleur souvenir »

## Engagements politiques
Après le coup d'État de 1978, en dépit des sollicitations, pressantes, dont il fit l’objet, pour travailler avec les militaires, il refusa de reprendre du service. Et  préféra se retirer de la scène politique. Se fiant à sa conscience politique et, partant, à son ambition pour le pays, Mohamed Aly Cherif s’élèvera, tôt, contre les douloureux évènements de 1989, 1990 et 1991, qui ont, dit-il, « ouvert des plaies béantes ».
Il cosigne la lettre des cinquante en 1991 la lettre des cinquante, pour réclamer l’établissement de l’État de droit et la démocratie. Depuis, il participe à la création du FDUC, UFD, puis l’UDP en 1993.
Il est élu député à l’Assemblée nationale sur la liste nationale des indépendants à l’élection législative de 2007. Président du groupe majoritaire au parlement mauritanien il conduit le processus menant à la création de l’UPR, dont il préside l’assemblée constitutive.

## Distinctions
- Commandeur de l'ordre du Mono (1975)[2]